# Kapuziner

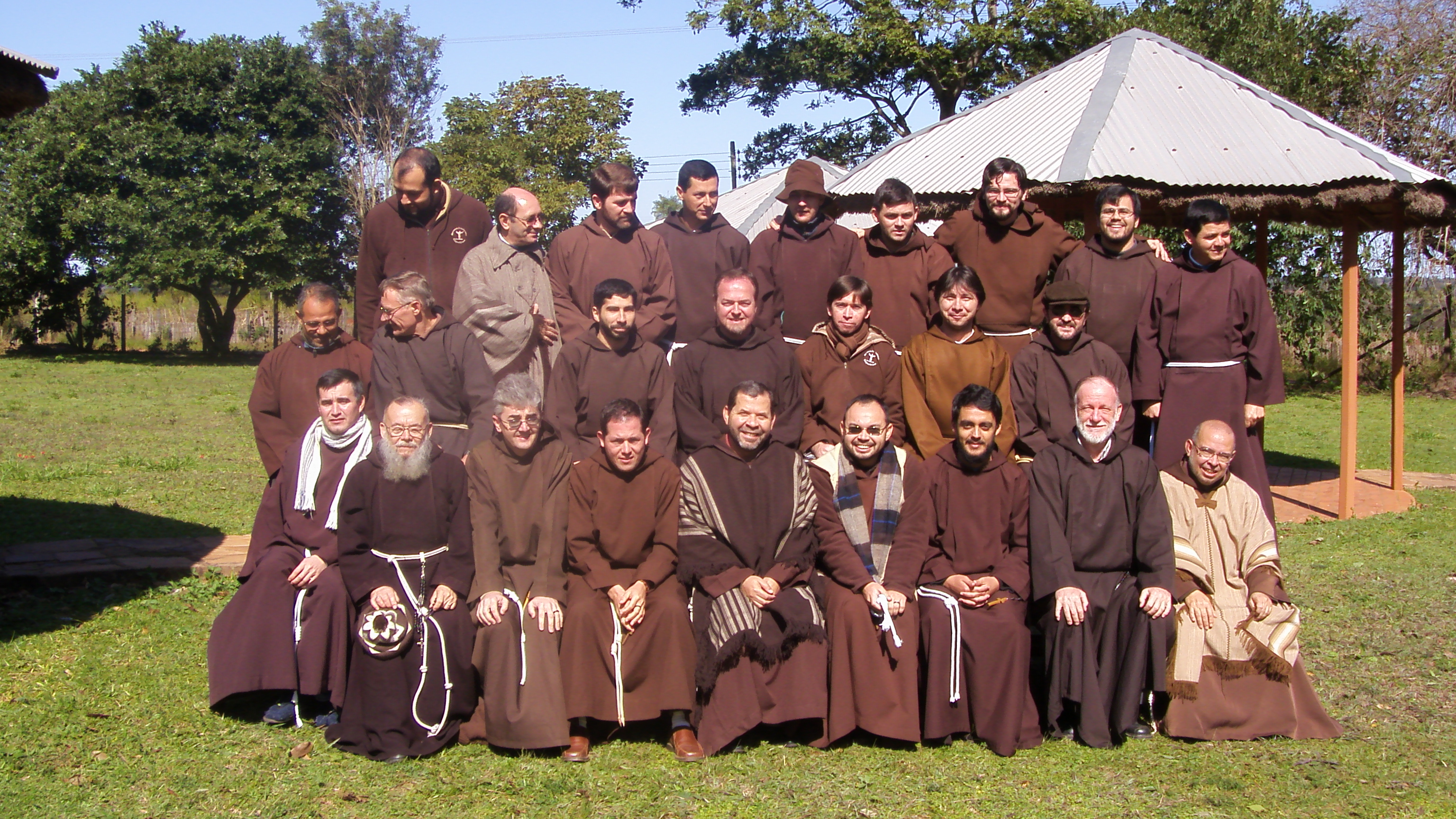
Kapuziner in Paraguay

Die Kapuziner, eigentlich Orden der Minderen Brüder Kapuziner, lateinisch Ordo Fratrum Minorum Capucinorum (kurz OFMCap), sind ein franziskanischer Bettelorden in der römisch-katholischen Kirche. Der Name des Ordens leitet sich von der markanten Kapuze des Franziskanerhabits ab. Er gehört zu den franziskanischen Orden und bildet heute – neben den Franziskanern (OFM) und den Minoriten (OFMConv) – einen der drei großen Zweige des ersten Ordens des hl. Franziskus.
In der Vergangenheit zeichneten sich die Kapuziner einerseits durch eine besondere Liebe zur Stille und zum Gebet aus, andererseits durch die Nähe zum einfachen Volk und zu den Armen. Dies drückt sich in der heutigen Kapuzinergemeinschaft unter anderem durch ein aktives Engagement in der Sonder- und Randgruppenseelsorge und in sozial-pastoralen Projekten (Obdachlosenarbeit) aus.

## Geschichte

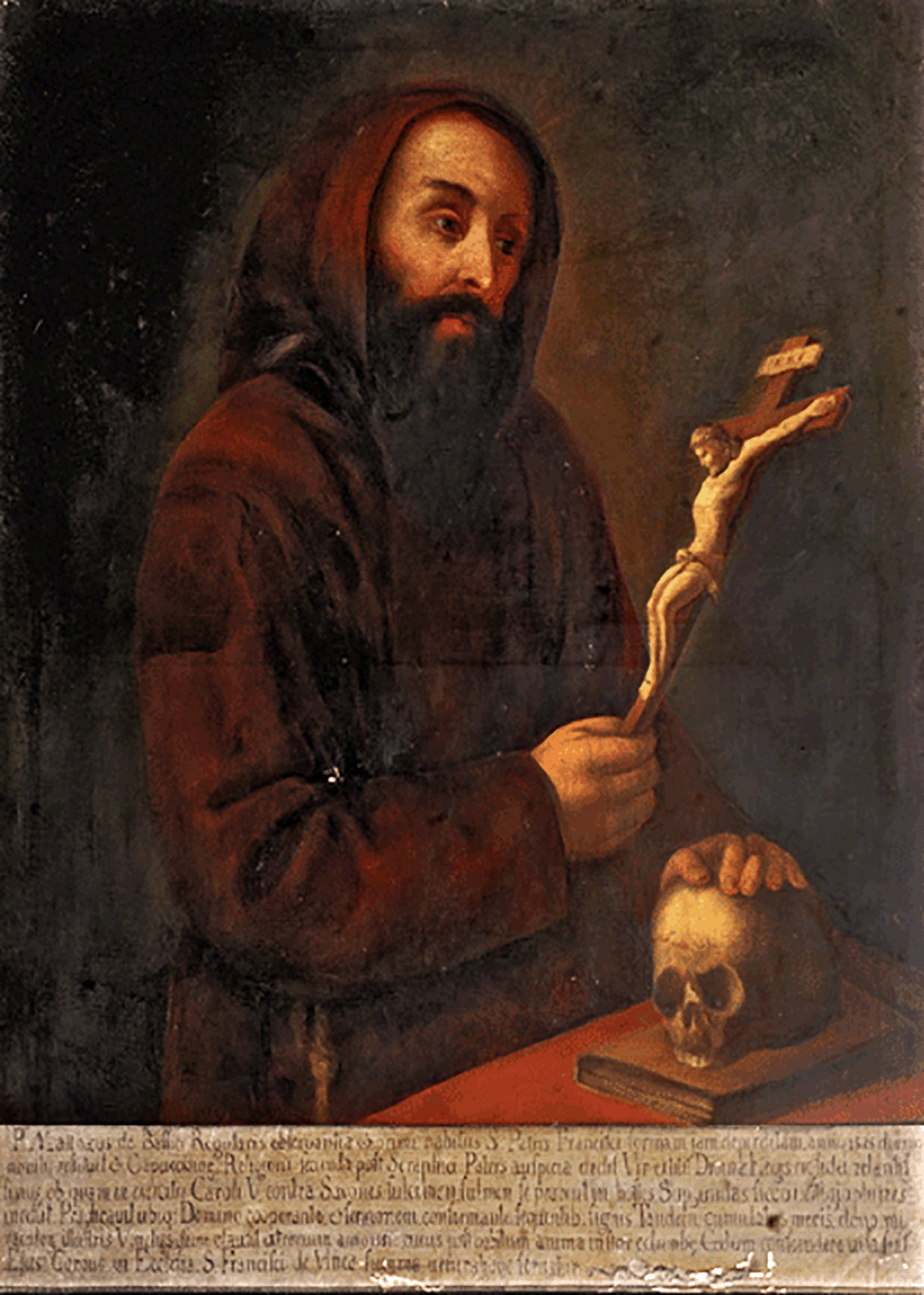
Mateo de Bascio

Zu Beginn des 16. Jahrhunderts gab es verschiedene Reformbestrebungen innerhalb der franziskanischen Orden. Es gab Brüder, die in großen Stadtkonventen fest in pastorale Aufgaben eingebunden waren (Konventualen), Brüder, die sich auf die ursprünglichen Ideale des hl. Franziskus besinnen wollten (Observanten), und viele Bewegungen zwischen diesen Lebensformen.
Der Observant Mateo de Bascio verließ im Frühjahr 1525 sein Kloster in der Mark Ancona ohne die Erlaubnis seiner Vorgesetzten, um nach dem Vorbild des hl. Franziskus arm durch die Welt zu ziehen. Sein Ordensoberer ließ ihn daraufhin festnehmen und einsperren. De Bascio fand jedoch in der Herzogin von Camerino, Caterina Cybo, einer Nichte von Papst Clemens VII., eine Fürsprecherin und wurde daraufhin freigelassen.
Im Herbst des gleichen Jahres schlossen sich ihm mit Ludovico Tenaglia und seinem Bruder Raffaele zwei andere Franziskaner an. Daraufhin versuchte der Provinzobere, Giovanni da Fano, die drei Brüder mit Waffengewalt zurückzuholen. Diese jedoch versteckten sich in den Bergen von Cingoli und dann bei den Kamaldulensern von Cupramontana. Von den eigenen Brüdern belagert, entkamen die Observanten schließlich verkleidet im weißen Habit ihrer Gastgeber. Daraufhin wurden sie im Frühjahr offiziell aus dem Orden ausgeschlossen. Durch die Fürsprache der einflussreichen Herzogin Caterina Cybo nahm der zuständige Bischof die Verfolgten in seine Obhut und gestattete ihnen, ihre Wanderpredigt fortzuführen.
Im Jahre 1527 wütete im Herzogtum Camerino erneut die Pest. Der furchtlose Einsatz der drei Brüder für die Sterbenden veranlasste Katharina von Cybo zugunsten der Gruppe von ihrem Onkel, dem Papst, 1528 ein Schutzschreiben zu erwirken. Dieses gilt als Gründungsurkunde einer neuen Reformbewegung, wonach den Abtrünnigen das Tragen einer kastanienbraunen Kutte mit einer spitz zulaufenden Kapuze als Zeichen ihres radikalen Lebens nach dem Beispiel des Franz von Assisi gewährt wurde. Sie durften die Wanderpredigt ausüben, eigene Obere wählen und weitere Brüder in ihre Niederlassung aufnehmen. Wegen der Kapuze (italienisch il cappuccio) des Habits wurden die Reformer vom Volk Kapuziner genannt: Als sie in ihrer Anfangszeit Almosen sammelnd durch die Dörfer zogen, rannten die Kinder herbei und riefen „Cappucini, cappucini“ – „Die Kapuzen kommen!“ Diese Bezeichnung wurde ab 1535 auch offiziell in päpstlichen Dokumenten verwendet.
Der neuen Bewegung folgten bald Dutzende und Hunderte reformwilliger Brüder in ganz Italien. Im Jahr 1534 schloss sich ihnen auch jener Giovanni Pili da Fano an, der die ersten Brüder als Provinzoberer mit Waffengewalt verfolgt hatte. Die „Minderbrüder vom eremitischen Leben“, wie die Kapuziner vollständig hießen, legten besonderen Wert auf die Predigt und das Leben in kleinen Einsiedeleien, etwas abseits der Städte und Dörfer. Sie waren volksverbunden und setzten sich anfänglich besonders in der Pflege der Pestkranken ein, wodurch sie schnell einen großen Rückhalt beim Volk gewannen. Seit 1619 sind die Kapuziner ein eigenständiger Orden.
Heute gibt es weltweit etwa 11.000 Kapuziner, die nach der Regel des hl. Franziskus leben. Ihr besonderes Charisma sehen die Kapuziner in der Betonung des beschaulichen Gebets gepaart mit der Hinwendung zu den Menschen, insbesondere Armen, Schwachen und Kranken. Heute sieht die Gemeinschaft der Kapuziner die wahre Solidarität in dem Beispiel der Entäußerung Christi, wie sie im Christushymnus (Phil 2,5–11 ) gezeichnet wird.

## Organisation
Der Kapuzinerorden ist in Provinzen aufgeteilt. Die höchste Instanz ist das Generalkapitel, das sich aus Vertretern aller Provinzen zusammensetzt. Geleitet wird der Orden von der Generalkurie in Rom, an deren Spitze der vom Generalkapitel gewählte Generalminister steht. Der Generalminister wird unterstützt durch die ebenfalls vom Generalkapitel gewählten Generaldefinitoren, die jeweils für eines von acht Gebieten zuständig sind. Da es bei den Kapuzinern nur Brüder gibt, werden auch die obersten Verantwortlichen mit Bruder angeredet und haben keinen besonderen Titel. Generalminister des Ordens ist seit 2018 der Italiener Roberto Genuin, als Nachfolger des Schweizers Mauro Jöhri (Generalminister von 2006 bis 2018).

## Kapuzinerprovinzen im deutschsprachigen Raum

### Deutschland
Am 25. Mai 2010 wurden im oberschwäbischen Kloster Reute bei Ravensburg durch den Generalminister des Kapuzinerordens Mauro Jöhri die Rheinisch-Westfälische Ordensprovinz und die Bayerische Ordensprovinz zu einer gemeinsamen Deutschen Kapuzinerprovinz mit Sitz in München vereinigt. Erster Provinzialminister wurde Christophorus Goedereis. Zur deutschen Kapuzinerprovinz gehören 112 Kapuziner (Stand: 2020).
Vorläufer der Deutschen Kapuzinerprovinz waren
- die Rheinisch-Westfälische Ordensprovinz mit Provinzialat in Frankfurt am Main (bis 15. Juni 2007 im Kapuzinerkloster Koblenz), etwa 100 Brüdern und dem Provinzial Bruder Christophorus Goedereis,
- die Bayerische Ordensprovinz mit Provinzialat in München, etwa 80 Brüdern und dem Provinzial Bruder Josef Mittermaier.

2020 wurde die niederländische Ordensprovinz in die deutsche Kapuzinerprovinz eingegliedert.
Die Deutsche Kapuzinerprovinz umfasst elf Niederlassungen, darunter das Kapuzinerkloster Altötting, das Kapuzinerkloster Liebfrauen in Frankfurt am Main und eine Niederlassung in Münster, wo die Deutsche Kapuzinerprovinz die Philosophisch-Theologische Hochschule Münster unterhält. Bis zum 19. Oktober 2014 bestand auch ein Kloster an der Wallfahrtskirche Käppele in Würzburg.

### Österreich-Südtirol
In Österreich und Südtirol hat der Kapuzinerorden ca. 115 Mitglieder, die in 17 Niederlassungen zusammenleben. Die Provinzleitung hat ihren Sitz im Kloster Innsbruck. Von 2011 bis 2022 bestand die Provinz Österreich-Südtirol mit Sitz im Kapuzinerkloster Innsbruck. 2007 waren die damaligen Provinzen Wien und Nordtirol zur Provinz Österreich zusammengeschlossen, worden, vier Jahre später erfolgte durch die Vereinigung mit der Provinz Brixen die Gründung der Provinz Österreich-Südtirol.
Am 16. November 2022 wurde die Provinz Österreich-Südtirol durch Generalminister Roberto Genuin auf benachbarte Kapuzinerprovinzen aufgeteilt und besteht seitdem nicht mehr. Dies wurde begründet mit der sinkenden Zahl an Mitgliedern und der wirtschaftlichen Situation des Ordens. Durch Zusammenfassung von Leitungsdiensten und organisatorischen Aufgaben sollten Kräfte für den religiösen und sozialen Auftrag des Ordens, die Präsenz des Ordens in Österreich und Südtirol soll dadurch gesichert werden.
Das Kapuzinerkloster Feldkirch, das Kapuzinerkloster Innsbruck, das Kapuzinerkloster Irdning und das Kapuzinerkloster Salzburg bilden die Delegation Tirol und sind als solche der Deutschen Kapuzinerprovinz rechtlich zugeordnet. Das Kapuzinerkloster Klagenfurt, das Kloster Leibnitz, die Klöster Wien und Wiener Neustadt bilden die Delegation Wien und sind der Kapuzinerprovinz Krakau (Polen) zugeordnet. Die Südtiroler Klöster Bozen, Brixen, Bruneck, Meran und Neumarkt wurden an die Provinz Venetien (Italien) angegliedert.
Im Kapuzinerkloster Salzburg befand sich seit 1998 das gemeinsame Noviziat für den gesamten deutschsprachigen Raum. Darüber hinaus bieten die Kapuziner in Salzburg die sogenannten „Salzburger Vater-Unser-Wochen“ an, in denen Menschen geistliche Impulse mit Besichtigung der Stadt und Mitleben im Kloster verbinden können.
Ein Angebot speziell für am Ordensleben interessierte Männer ist die „Klosterwoche“ im Kapuzinerkloster Salzburg. Im Kapuzinerkloster Wien befindet sich auch die für die Österreichische Geschichte bedeutsame Kapuzinergruft. Das slw – Soziale Dienste der Kapuziner ist in Tirol, Vorarlberg und Wien angesiedelt. Nicht zu vergessen sind die Klöster, die Reliquien von Kapuzinern hüten, des hl. Fidelis in Feldkirch, des seligen Markus von Aviano in Wien und des seligen Thomas von Olera in Innsbruck.

### Schweiz

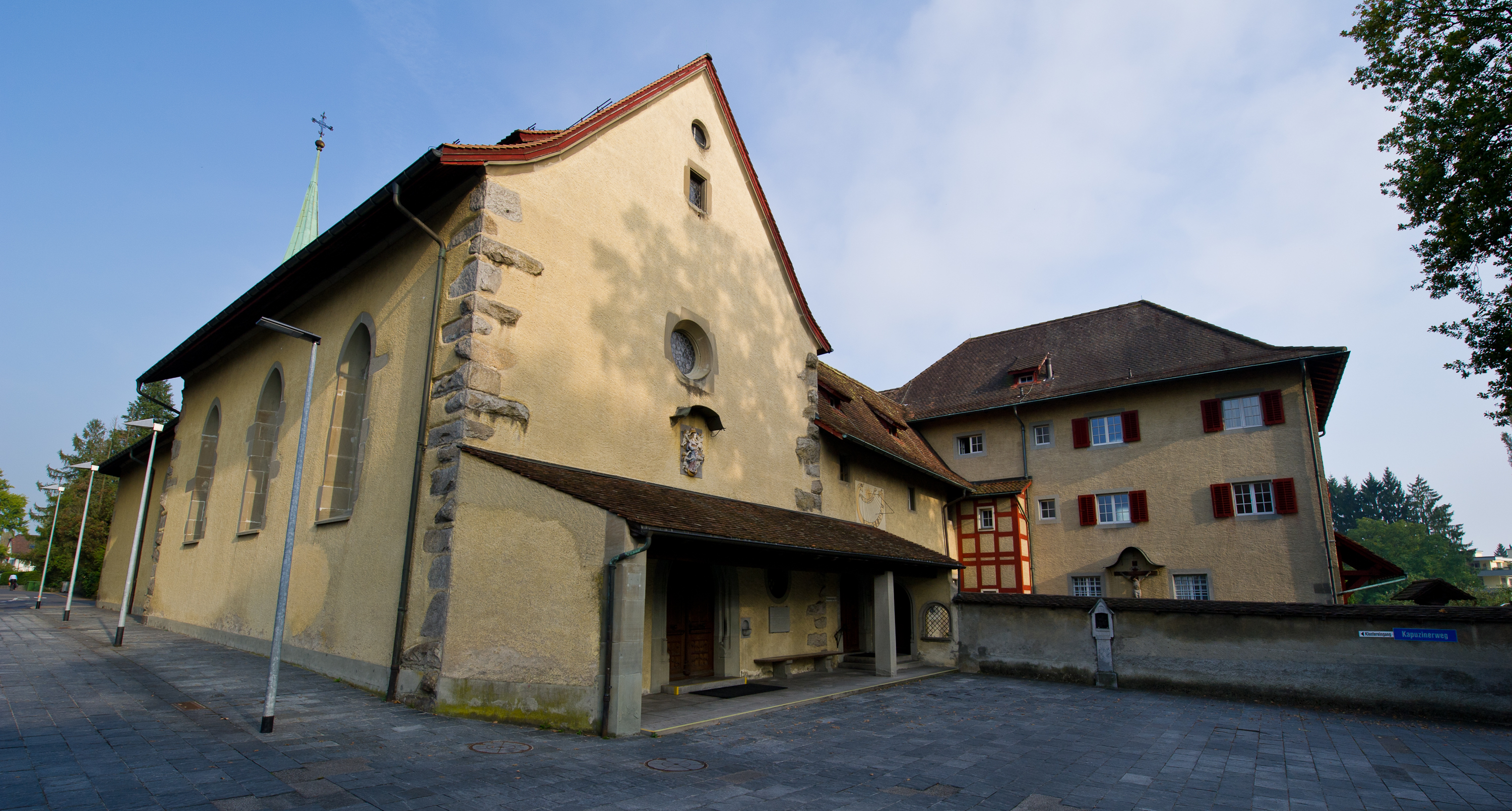
Kloster Wesemlin in Luzern, Sitz der Schweizer Kapuzinerprovinz

Hauptaufgaben der Brüder der Schweizer Provinz sind die Seelsorge und die Mission. Mit dem Kapuzinerkloster Altdorf im Kanton Uri entstand 1581 das erste Kapuzinerkloster nördlich der Alpen. Nach und nach verbreitete sich der Orden in allen katholischen Gebieten der Schweiz. 1920 übernahmen die Schweizer Kapuziner Missionsgebiete in Tansania. Weitere Einsätze im Aufbau junger Kirchen folgten in Südamerika, Asien und Ozeanien. Heute sind Schweizer Kapuziner in Indonesien, Tansania, Tschad und auf der arabischen Halbinsel tätig. Seit 2004 war der Schweizer Kapuziner Paul Hinder apostolischer Vikar in Arabien, zunächst für ganz Arabien, von 2011 bis 2020 für das südliche Arabien, nach dem Tod von Camillo Ballin auch wieder für das nördliche Arabien. 2022 trat Paul Hinder als apostolischer Vikar des Südlichen Arabien zurück.
Schweizer Kapuziner gründeten die Schwesterngemeinschaften von Menzingen und Ingenbohl.
Seit Jahren kämpft der Orden allerdings mit Nachwuchsschwierigkeiten. So sank der Mitgliederbestand von über 700 unter 200, und mehrere Niederlassungen mussten geschlossen werden. Als Mittel gegen die Nachwuchsschwierigkeiten setzt die Ordensprovinz auf modernisierte Klostermodelle wie das „offene Kloster“ in Rapperswil.
Seit 2010 gibt es die Möglichkeit, „Bruder auf Zeit“ zu werden. Bei diesem Modell muss sich der Bruder nach spätestens sechs Jahren für ein Leben im Kloster oder im zivilen Leben entscheiden.
Zu Beginn des Jahres 2018 bestanden noch elf Klöster oder Gemeinschaften mit rund 100 Brüdern. Das Durchschnittsalter der Ordensbrüder betrug mittlerweile 74 Jahre.

## Bedeutende Kapuziner
- Bernardino Ochino (1487–1564), reformatorischer Theologe, Generalvikar des Ordens 1538–1542
- Felix von Cantalice (1515–1587), Heiliger
- Josef von Leonessa (1556–1612), Heiliger
- Laurentius von Brindisi (1559–1619), Heiliger, Generalminister, Autor, Geheimdiplomat
- Henri de Joyeuse (1563–1608), Marschall von Frankreich
- Père Joseph (1577–1638), Berater des Kardinals Richelieu
- Fidelis von Sigmaringen (1578–1622), Heiliger und Erstlingsmärtyrer des Kapuzinerordens
- Stanislaus Saurbeck (1595–1647), Prediger und Missionar, „Elias seiner Zeit“
- Marco d’Aviano (1631–1699), Seliger, Päpstlicher Legat bei der Belagerung von Wien
- Ambrosius von Oelde (etwa 1630/1640–1705) Kapuziner und Architekt
- Martin von Cochem (1634–1712), Prediger, Volksschriftsteller und Erfolgsautor
- Sigismund von Ferrara (1681–1753), 41. Generalminister des Ordens 1747–1753
- Paul von Colindres (1696–1766), Kirchenrechtler, 43. Generalminister des Ordens 1761–1766
- Ludovico Micara (1775–1847), Kurienkardinal, 50. Generalminister des Ordens 1824-1830
- Joachim Haspinger (1776–1858), Tiroler Freiheitskämpfer und Weggefährte von Andreas Hofer
- Thomas-Louis Connolly (1814–1876), Erzbischof von Halifax
- Konrad von Parzham (1818–1894), Heiliger
- Ignazio Persico (1823–1896), Kardinal
- Bernhard Christen von Andermatt (1837–1909), 58. Generalminister des Ordens 1884–1908
- Cyprian Fröhlich (1853–1931), Mitgründer des Deutschen Caritasverbands
- Félix José de Augusta (1860–1935), Chirurg, Missionar und Sprachwissenschaftler
- Anicet Koplin (1875–1941), Märtyrer, Seliger
- Thomas Saleh (1879–1917), Märtyrer während des Völkermords an den Armeniern
- Léonard Melki (1881–1915), Märtyrer während des Völkermords an den Armeniern
- Franz Goebel (1881–1973), Autor, Spiritual und Theologe
- Guregh Hovhannes Zohrabian (1881‒1972), Weihbischof in Kilikien, „Ehrwürdiger Diener Gottes“
- Ingbert Naab (1885–1935), Widerstandskämpfer gegen die Ideologie des Nationalsozialismus
- Heribert Jone (1885–1967), Kapuziner, Moraltheologe und Kirchenrechtler
- Pater Pio (Francesco Forgione) (1887–1968), Heiliger
- Sebastian Englert (1888‒1969), Missionar auf der Osterinsel und Sprachforscher
- Edgar Aristide Maranta (1897–1975), Erzbischof von Daressalam
- Heinrich Suso Braun (1904–1977), Philosoph und Theologe
- Manfred Hörhammer (1905–1985), Mitbegründer von Pax Christi
- Mariano da Torino (1906–1972), italienischer Fernsehprediger
- Abbé Pierre (Henri Grouès) (1912–2007, Kapuziner von 1932 bis 1940), Mitglied der Résistance und Gründer der Emmaus-Bewegung zur Armutsbekämpfung
- Walbert Bühlmann (1916–2007), Schweizer Theologe
- Raniero Cantalamessa (* 1934), italienischer Theologe, Prediger des päpstlichen Hauses, Kardinal
- Amandus Hasselbach (1935–2012), Kapuzinerpater und Pionier in der Arbeit mit Gehörlosen
- Herman van de Spijker (* 1936) Pastoralethiker
- Ruggero Franceschini (1939–2024), Erzbischof von Izmir
- Wilhelm Egger (1940–2008), Professor für Neues Testament, Bischof von Bozen-Brixen
- Seán Patrick Kardinal O’Malley (* 1944), Erzbischof von Boston
- Cesare Bonizzi (1946–2024), Sänger der Metal-Band Fratello Metallo
- Luigi Padovese (1947–2010), Bischof, Apostolischer Vikar von Anatolien
- Paulus Terwitte (* 1959), Vorsitzender des Katholischen Pressebundes
- Roberto Pasolini (* 1971), Prediger des päpstlichen Hauses

## Tagesablauf (Beispiel)
- 06:30 Uhr – Betchor (Laudes, stilles Gebet)
- 07:00 Uhr – Frühstück, dann Zeit für sich selbst
- 08:00 Uhr – Meditation, Studium, Lesen
- 09:00 Uhr – Eucharistiefeier mit der Gemeinde
- 09:30 Uhr – Arbeit (Seelsorge, Haus, Küche, Garten, je nach Vereinbarung)
- 12:00 Uhr – Mittagessen, dann Mittagsruhe
- 14:30 Uhr – Arbeit, auch Zeit für sich selbst, je nach Vereinbarung
- 18:00 Uhr – Chor (Vesper, Meditation, Komplet)
- 19:00 Uhr – Abendessen, dann Zeit für sich selbst
- 20:30 Uhr – Rekreation („Wieder-Erschaffung“, gemeinsame Erholung)
- 21:00 Uhr – persönliches Nachtgebet, Nachtruhe

Der Freitag wird als Tag der Stille begangen, als so genannter „Wüstentag“. Ein Tag pro Woche ist frei für Erholung, Hobby etc.